# Orchestre philharmonique de Nice
L'Orchestre philharmonique de Nice est un orchestre symphonique français qui assure la saison symphonique et la saison lyrique de l'Opéra de Nice. Il participe également à certains spectacles de ballet. Cet orchestre est issu de la restructuration en 1982 de l'orchestre symphonique municipal de Nice qui avait été fondé en 1947.

## Historique
L'orchestre symphonique municipal de la ville de Nice est fondé en 1945 et structuré par la municipalité en 1947,. 
En 1982, il est restructuré et devient l'Orchestre philharmonique de Nice (OPN), à l'initiative de Jacques Charpentier, directeur général de la ville de Nice, et placé sous la direction artistique de Pierre Médecin. L'effectif de la formation est porté à 98 musiciens.
Durant les quinze années qui suivent, il compte jusqu'à cent vingt musiciens, ce qui lui permet d'aborder tous les répertoires sur ses forces propres, comme en témoigne son interprétation remarquée de la Tétralogie en 1988.
L'OPN joue aussi bien pour l'opéra de Nice que pour le festival de musique sacrée ou le festival MANCA. Les années 1998-2000, sous la direction de Giancarlo Del Monaco, renouent avec une programmation résolument classique qui rompt avec l'ère flamboyante initiée par Pierre Médecin et poursuivie par Jean-Albert Cartier jusqu'en 1997. 
De 2001 à 2009, Marco Guidarini prend la direction de l'orchestre, créant notamment l'ensemble Apostrophe du Philharmonique de Nice, pour la musique contemporaine et reprend une politique de tournées nationales et internationales, au Japon, en Allemagne et en Italie.
Depuis 2019, le chef d'orchestre niçois Lionel Bringuier est artiste associé de l'Orchestre philharmonique de Nice. En décembre 2023, il est nommé chef principal de la formation, jusqu’à la fin de saison 2024-2025, succédant ainsi à Daniele Callegari (qui était en poste depuis septembre 2021). 

## Direction musicale
Comme chefs permanents et directeurs musicaux de l'orchestre se sont succédé :
- Georges Lauweryns (1945-1946) ;
- Charles Boissard (1946-1948) ;
- Marcel Dorssers (1948-1950) ;
- Richard Blareau (1956-1959) ;
- Jean Périsson (1959-1965) ;
- Paul-Maria Jamin (1965-1976) ;
- Antonio de Almeida (1976-1978) ;
- Pierre Dervaux (1978-1982) ;
- Berislav Klobučar (1983-1989) ;
- Spiros Argiris (1989-1990) ;
- Klaus Weise (1990-1997) ;
- Marcello Panni (1997-2001)  ;
- Marco Guidarini (2001-2009) ;
- Philippe Auguin (2010-2016) ;
- György G. Ráth (2017-2021)[5] ;
- Lionel Bringuier (artiste associé à partir de 2019) ;
- Daniele Callegari (chef principal, 2021-2023)[6] ;
- Lionel Bringuier (nommé chef principal en décembre 2023[4]).

## Activités

### Chefs d'orchestre et solistes invités
Durant ses soixante années d'existence, l’orchestre s’est notamment produit sous la direction de Jascha Horenstein, David Zinman, Emmanuel Krivine, Marek Janowski, Wolfgang Sawallisch et Georges Prêtre.
Ces dernières saisons, il a  collaboré avec des chefs tels que Kysztof Penderecki, Neeme Järvi, Gianluigi Gelmetti, Michel Plasson, Guennadi Rojdestvensky, Yutaka Sado, Jerzy Semkow, Yan Pascal Tortelier, Serge Baudo, Bertrand de Billy, Marc Soustrot, Frédéric Chaslin, Zoltan Pesko, Juraj Valcuha, Antoni Wit, Giancarlo Guerrero, Eivind Gullberg Jensen, Leopold Hager...
,
Il accompagne également les plus grands solistes : Vadim Repin, Frank Peter Zimmermann, Laurent Korcia, Alexander Markov, Vladimir Spivakov, Augustin Dumay, Renaud Capuçon, Shlomo Mintz, Salvatore Accardo, Tedi Papavrami, Olivier Charlier, Ilya Gringolts, Julian Rachlin, Gérard Caussé, Youri Bashmet, Truls Mørk, Anne Gastinel, Natalia Gutman, Janos Starker, Pieter Wispelwey, Xavier Phillips, Mischa Maisky, Sonia Wieder-Atherton, Paul Meyer, Sabine Meyer, Viktoria Postnikova, Ivo Pogorelich, Mikhail Rudy, Brigitte Engerer, Bruno-Leonardo Gelber, Aldo Ciccolini, Nicholas Angelich, Michel Béroff, François-René Duchâble, Roger Muraro, Krystian Zimerman, Nelson Freire, Mikhail Rudy, Jean-Yves Thibaudet,  José van Dam, Françoise Pollet, Kurt Rydl, Véronique Gens, Inva Mula, Rolando Villazon, Placido Domingo, Leonie Rysanek, Waltraud Meier, Jonas Kaufmann, Nathalie Stutzmann.
L'Orchestre de chambre du Philharmonique de Nice est dirigé depuis sa création par Jacques-Francis Manzone (premier violon-solo, membre-fondateur de l'Orchestre de Paris sous la direction de Charles Münch).
Le Philharmonique a également possédé un ensemble baroque, dirigé par Fabio Biondi.

### Ensemble Apostrophe
directeur musical : Mark Foster
Souhaité dès l’arrivée de Marco Guidarini à la direction du Philharmonique de Nice, l’ensemble Apostrophe se consacre à la création contemporaine et à la musique du XXe siècle, en collaboration avec les compositeurs actuels et des chefs ou solistes spécialisés. Cet ensemble associe dans ses programmes création contemporaine et classiques du XXe siècle (école de Vienne, Stravinsky, Varèse…).
Dans l’esprit qui préside à sa création, cette formation travaille avec le Centre international de recherche musicale, basé à Nice. Apostrophe et le CIRM ont créé au festival de Manca 2004 des œuvres de Fausto Romitelli, Dead City Radio, de Shuya Xu, Le mirage de Lamu, et de Giovanni Verrando, Agile.
L’ensemble est en résidence au musée national message biblique Marc-Chagall où il assure une saison de quatre à cinq concerts.
En juillet 2005, Apostrophe, était l’un des invités du festival de Radio France Montpellier, sous la direction de Daniel Kawka.
Apostrophe s’est vu accorder le soutien de « Musique nouvelle en liberté » pour la programmation de cette saison.
L’ensemble a assuré l’accompagnement musical de « La nuit des musées », au musée Marc-Chagall, en 2006.
Après avoir créé Alla musa de Scardicchio le 18 janvier dernier 2007, Apostrophe a créé Note-book pour quatuor à cordes de Régis Campo, au cours d’un concert « Portrait découverte », consacré au compositeur.
Au répertoire de l'ensemble figurent des œuvres de Berio (Folksongs), Schönberg (Kammersymphonie no 1, op. 9), Philippe Hurel (Figures libres), Fausto Romitelli (Amok-Koma), Giacinto Scelsi (Anahit), Hugues Dufourt (L’Origine du monde), Richard Dubugnon (Mikroncerto, op. 26), Pascal Dusapin (Coda), Yan Maresz (Entrelacs), Gérard Grisey (Période), György Ligeti (Bagatelles), Régis Campo (Pop Art et Note-Book)…

### Festivals
L’orchestre prend part à de très nombreux festivals dans la région (Musique actuelle Nice Côte d'Azur|MANCA, Printemps des arts, Festival de musique sacrée, Festival du jeune soliste), en France (Chorégies d'Orange, Festival de Montpellier) et en Italie (Festival de Ravello). Il a de plus effectué une tournée au Japon en compagnie d’Angela Gheorghiu, d’Ingrid Fujiko Hemming et de David Garrett.

## Création contemporaine
Ces dernières saisons, l'orchestre a travaillé de nombreuses œuvres du répertoire contemporain signées Varèse, Ligeti, Messiaen, Dufourt, Dutilleux, Xenakis…
Il a également effectué un certain nombre de créations françaises (CF) et mondiales (CM), dont
- Luciano Berio, Ekphrasis [direction Marcello Panni] - CF
- Edmund Campion, Practice [direction Peter Rundel] - CF
- Philippe Leroux, Pour que les êtres ne soient plus traités comme des marchandises [direction Lorraine Vaillancourt] - CM
- Ivo Malec, Arc-en-cello [direction Pascal Rophé, violoncelle Philippe Muller] - CM
- Gérard Zinsstag, Anaphores, pour piano et ensemble (piano David Chevalier, direction Mark Foster) - CM
- Martin Matalon, Trame IX, concerto pour hautbois et orchestre [direction Marco Guidarini, hautbois François Meyer] - CM
- Krzysztof Penderecki, Concerto pour violon et orchestre no 2 'Métamorphoses' [direction Penderecki] - CF
- Terry Riley, Deep Chande [direction Paul Méfano]- CM
- Fausto Romitelli, Dead city radio [direction Lorraine Vaillancourt] - CF
- Fabio Vacchi, Dai calanchi di Sabbiuno [direction Marcello Panni] - CF
- Giovanni Verrando, Agile, version pour ensemble [direction Marco Guidarini] - CM

Dans le domaine de la musique contemporaine, il s’est produit sous la direction d'éminents spécialistes, Peter Rundel, Daniel Kawka, Christian Eggen, Pascal Rophé, Pierre-André Valade, Flavio Emilio Scogna, Mark Foster, Arturo Tamayo, mais aussi sous la direction de compositeurs désireux de faire entendre eux-mêmes leur musique : Krzysztof Penderecki (venu diriger son Concerto pour violon no 2 et son Te Deum), Oscar Strasnoy (Bloc-Note de Midéa), Gérard Gastinel (Cinq leçons de Ténèbres), Luciano Berio (venu diriger Laborintus II), Gilbert Amy (Le Temps du Souffle, III). 

## Solistes du Philharmonique
L'Orchestre philharmonique de Nice comporte certains solistes d'exceptions tels que : 
- Vera Brodman-Novakova, violon-solo superspoliste, qui s'est produite en soliste sous la direction de Krzysztof Penderecki, Michaël Schonwandt, John Nelson, George Pehlivanian, Andreas Weiser, Christof Perick, Zoltan Pesko ou encore Jean-Claude Casadesus (Shéhérazade de Rimsky-Korsakov)

- François Meyer, hautbois-solo, membre des Vents Français, qui a enregistré plusieurs disques pour RCA et EMI Classics et s'est produit dans des lieux aussi prestigieux que le Théâtre des Champs-Élysées ou l'Opéra-Comique. Invité de festivals tels que le Menuhin Festival de Gstaad ou Musique à l'Empéri, il assure la création de plusieurs pièces contemporaines, de Keith Jarrett (Adagio pour hautbois et cordes), Guillaume Connesson (Sextuor) ou encore Martin Matalon (Trame IX). Parmi des partenaires en musique de chambre, on peut citer les concertistes et solistes des plus grandes formations : Daishin Kashimoto, Deborah Nemtanu, Guy Braunstein, Emmanuel Pahud, Mathieu Dufour, Philippe Berrod, Paul Meyer, Sergueï Nakariakov, Radovan Vlatković, Bruno Schneider, François-René Duchâble, Alexandre Tharaud et Eric Lesage, avec lequel il a enregistré un disque de sonates chez RCA. Il s'est en outre produit en soliste en compagnie de l'Orchestre Philharmonique de Nice dans des œuvres de Strauss, Martinů, Mozart et Ligeti sous la direction de Peter Rundel, Aldo Ceccato, Marco Guidarini, Gabor Ötvos…

Enfin, le Philharmonique peut s'enorgueillir d'avoir accueilli dans ses rangs les débuts de nombreux solistes d'exception, tels que Jean-Pierre Berry, cor-solo de l'Orchestre de la Suisse romande (Jonathan Nott), Alexandre Gattet, hautbois-solo de l'Orchestre de Paris (Daniel Harding), Jacques Mauger, trombone-solo de l'Orchestre de l'Opéra National de Paris (Philippe Jordan), Pieter Schoeman, premier violon solo du London Philharmonic Orchestra (Vladimir Jurowski), Stefan Dohr, nommé depuis premier cor solo des Berliner Philharmoniker (Sir Simon Rattle), Marie-Pierre Langlamet, première harpe solo du Metropolitan Opera de New York, puis des Berliner Philharmoniker.

## Discographie
L’orchestre philharmonique de Nice a notamment enregistré :
- l’intégralité des concertos pour piano de Mozart avec Klaus Weise,
- des Lieder de Strauss, Berg et Wagner avec Françoise Pollet et Klaus Weise,
- Les Ponts de Paris de Joseph Kosma avec François Le Roux et Vincent Monteil,
- un récital de Marcelo Alvarez dirigé par Mark Elder pour Sony Classical.
- un live de Hérodiade de Jules Massenet, dirigé par Georges Prêtre, avec Grace Bumbry [juin 1987].
- plusieurs albums dirigés par Michaël Schonwandt, dont Pelléas et Mélisande (musiques de Sibelius, Fauré et Schoenberg)
- enfin le premier enregistrement intégral des lieder orchestraux de Richard Strauss, sous la direction de Friedrich Haider, avec la participation de Adrianne Pieczonka, Edita Gruberova, Judith Howarth, Petja Petrova, Peter Straka, Kurt Moll et Bo Skhovus.

Récemment, il enregistré sous la direction de Marco Guidarini un disque Charpentier, Saint-Saëns, Massenet, un disque Lalo (Talent Records) et l'intégrale des concertos pour piano et orchestre de John Field, pour le label Brilliant Classics.